# Кос
Кос (греч. Κως, др.-греч. Κῶς, Истанкёй, тур. İstanköy) — остров в Эгейском море, принадлежит Греции. Входит в группу островов Додеканес (Южные Спорады в юго-восточной части Эгейского моря). Расположен к югу от Калимноса и Псеримоса, у входа в залив Гёкова полуострова Малая Азия. В 4 километрах восточнее острова лежит побережье Ионии, сегодня — Турции, район курорта Бодрум. Население 33 388 человек по переписи 2011 года. Второй по населению остров после Родоса в архипелаге Додеканес. Административным центром острова и одноимённой общины является город Кос.
Название острова, возможно, происходит от краба, который в античные времена изображался на монетах в качестве эмблемы.

## География
Площадь острова составляет 287,611 квадратного километра, протяжённость береговой линии — 122 километра. В длину остров достигает 45 километров, в ширину – от 2 до 11 километров. Третий по величине остров после Родоса и Карпатоса в архипелаге Додеканес. Берега слабо изрезаны. В юго-восточной части острова находится большая бухта Кефалоса, в западной части — небольшая бухта Коса. Остров покрыт лесом, самый плодородный в архипелаге и активно возделывается.
Кос с его прекрасным природным ландшафтом, очень хорошим климатом, историей и археологическими объектами является одним из самых популярных курортов Греции. Курортные города: Кефалос, Кардамена, Мармари, Мастихарион. Кроме того Андимахия, рядом с которым расположен аэропорт «Ипократис», пляж Псалиди (Ψαλίδι) и термальный район Айос-Фокас (Άγιος Φωκάς), относящиеся к городу Косу.
Строение и рельеф:
Преобладают всхолмлённые равнины и плато. На востоке низкогорья, гора Дикеос (Δίκαιος) высотой 846 метров.
Природные ресурсы:
Остров обладает золотистыми песчаными пляжами, много зелени. Зимой на острове можно увидеть фламинго. Летом на северном побережье острова откладывают яйца головастые морские черепахи логгерхед (Caretta caretta). На южном берегу живёт белобрюхий тюлень (Monachus monachus).

## История

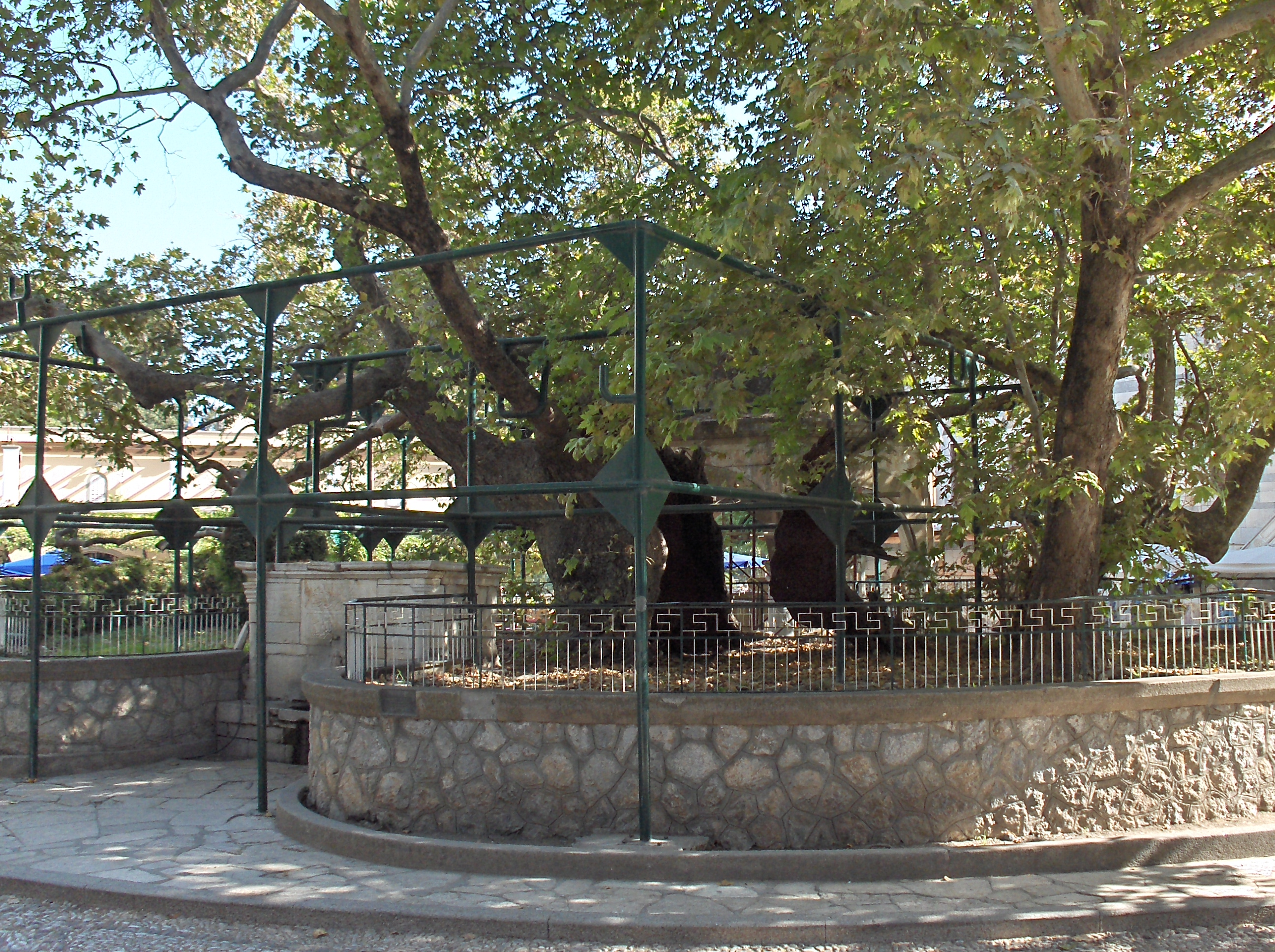
Платан Гиппократа

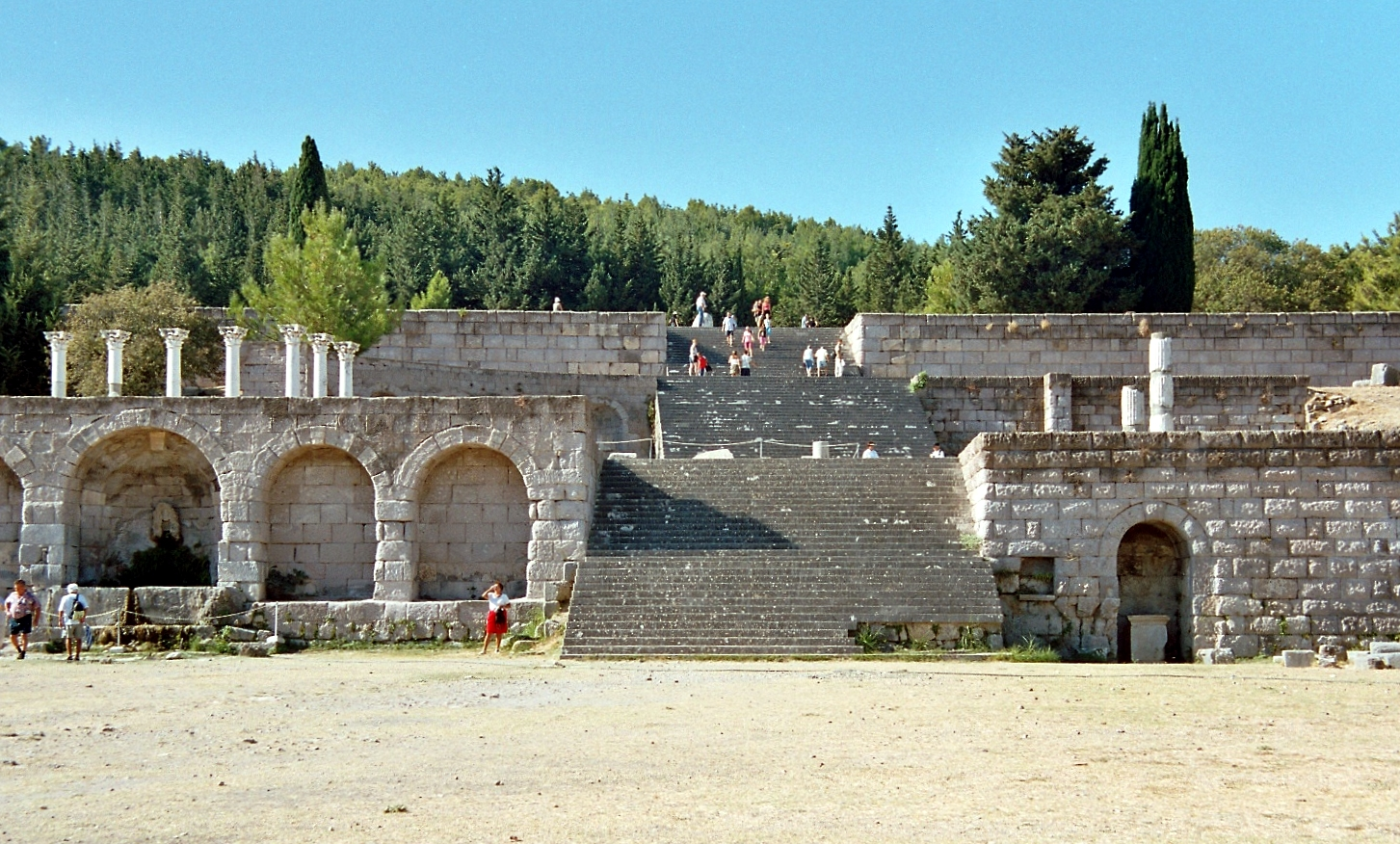
Асклепион на Косе

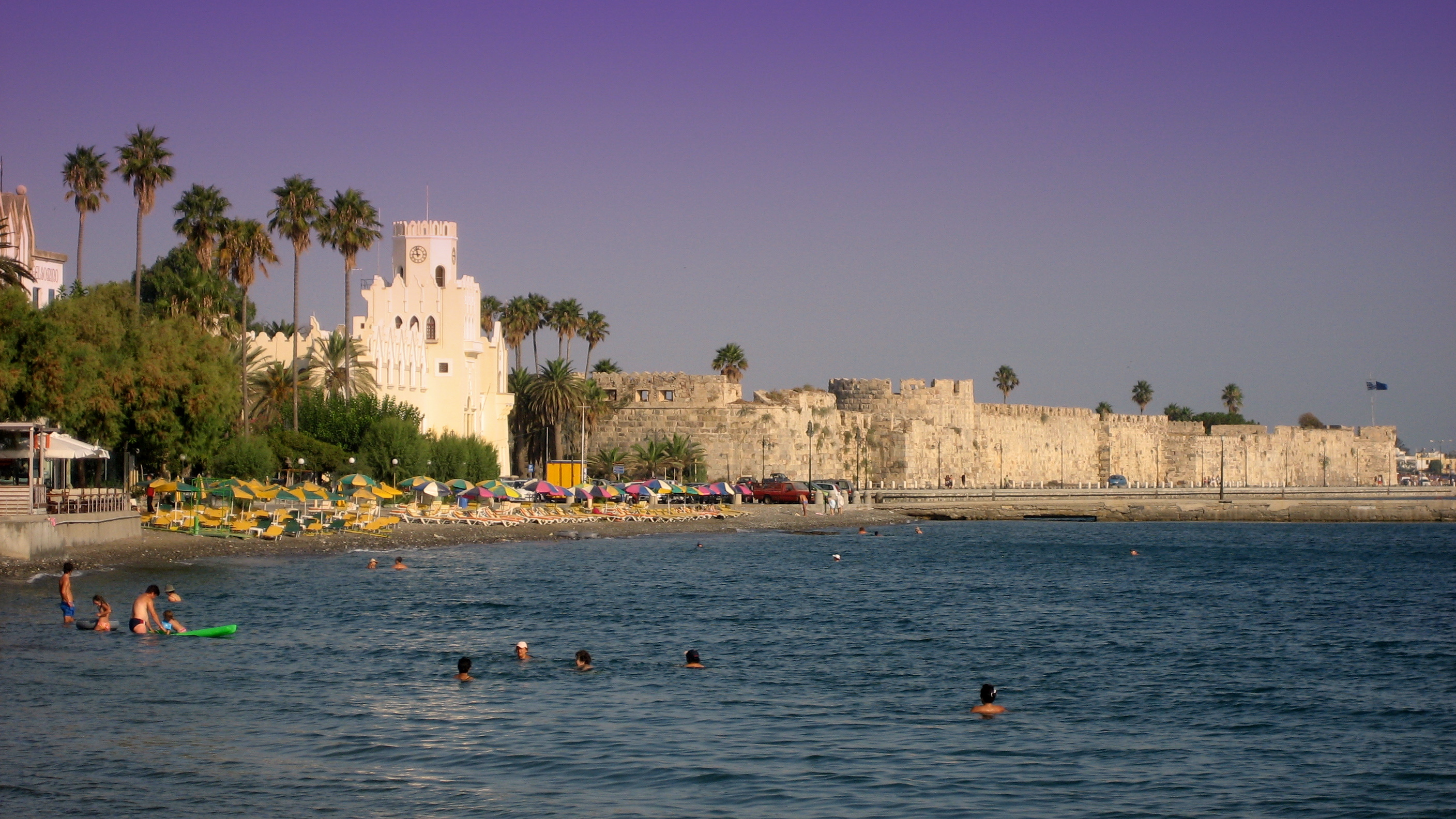
Замок Нерандзия

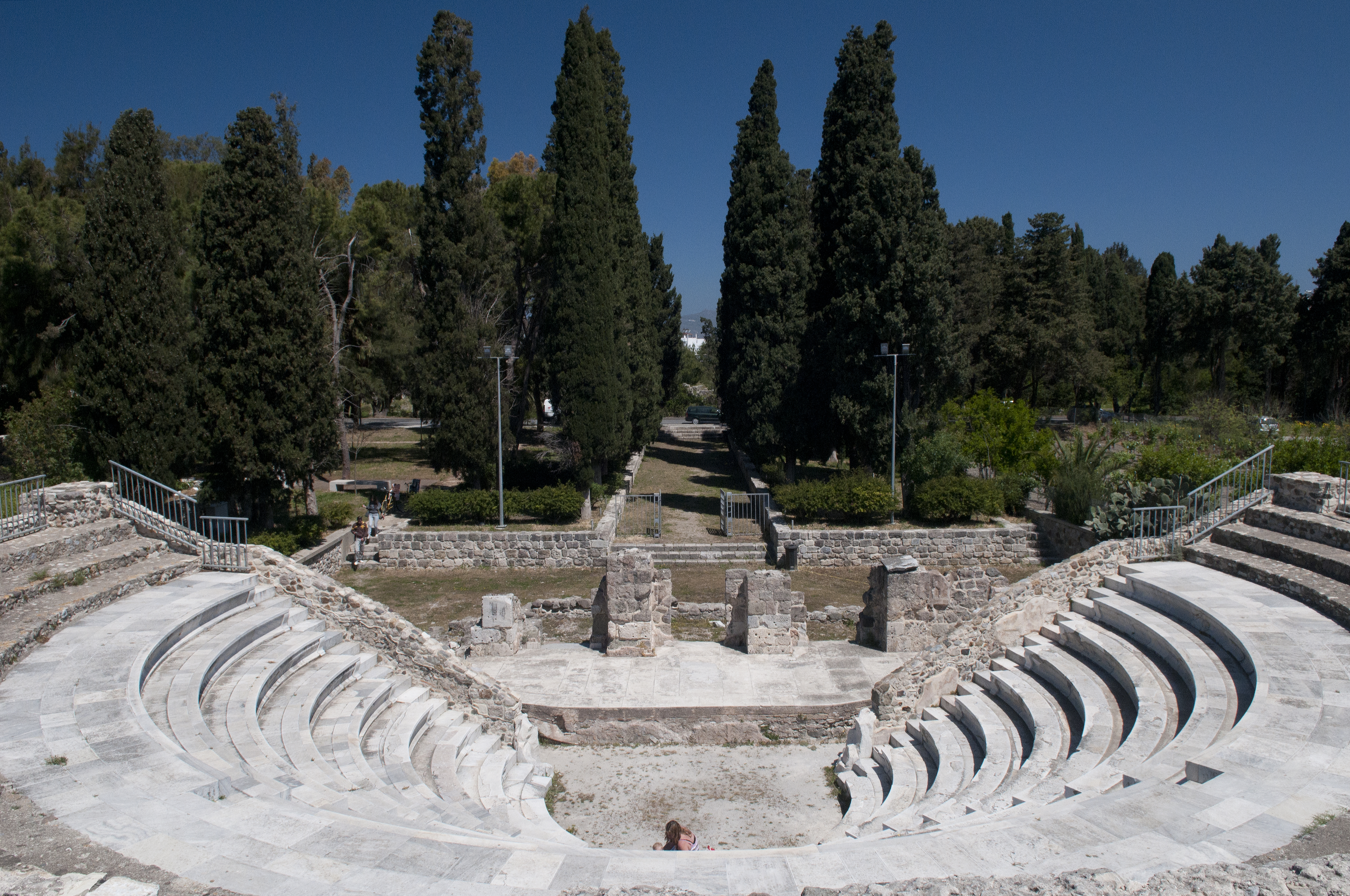
Одеон

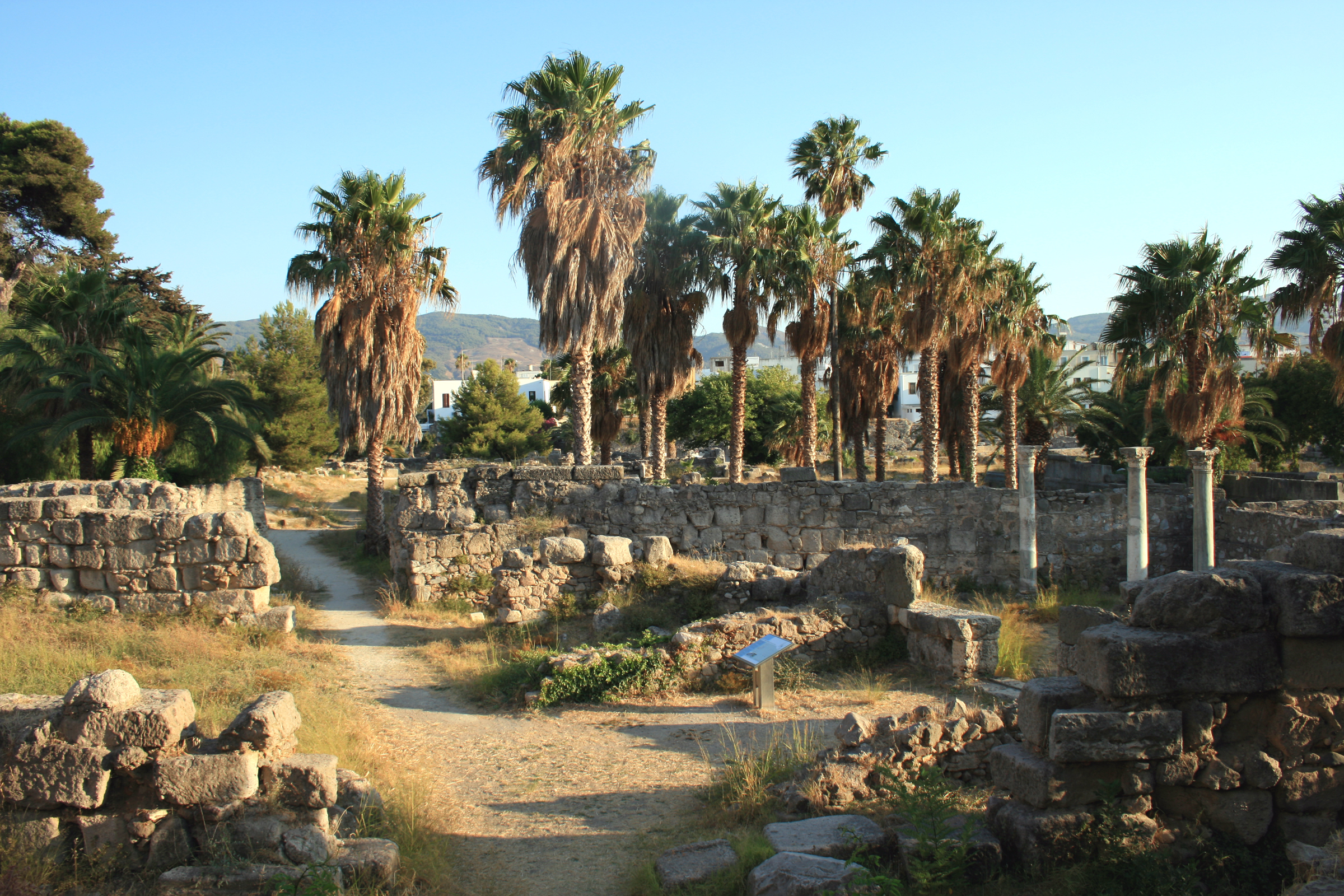
Руины агоры в Косе

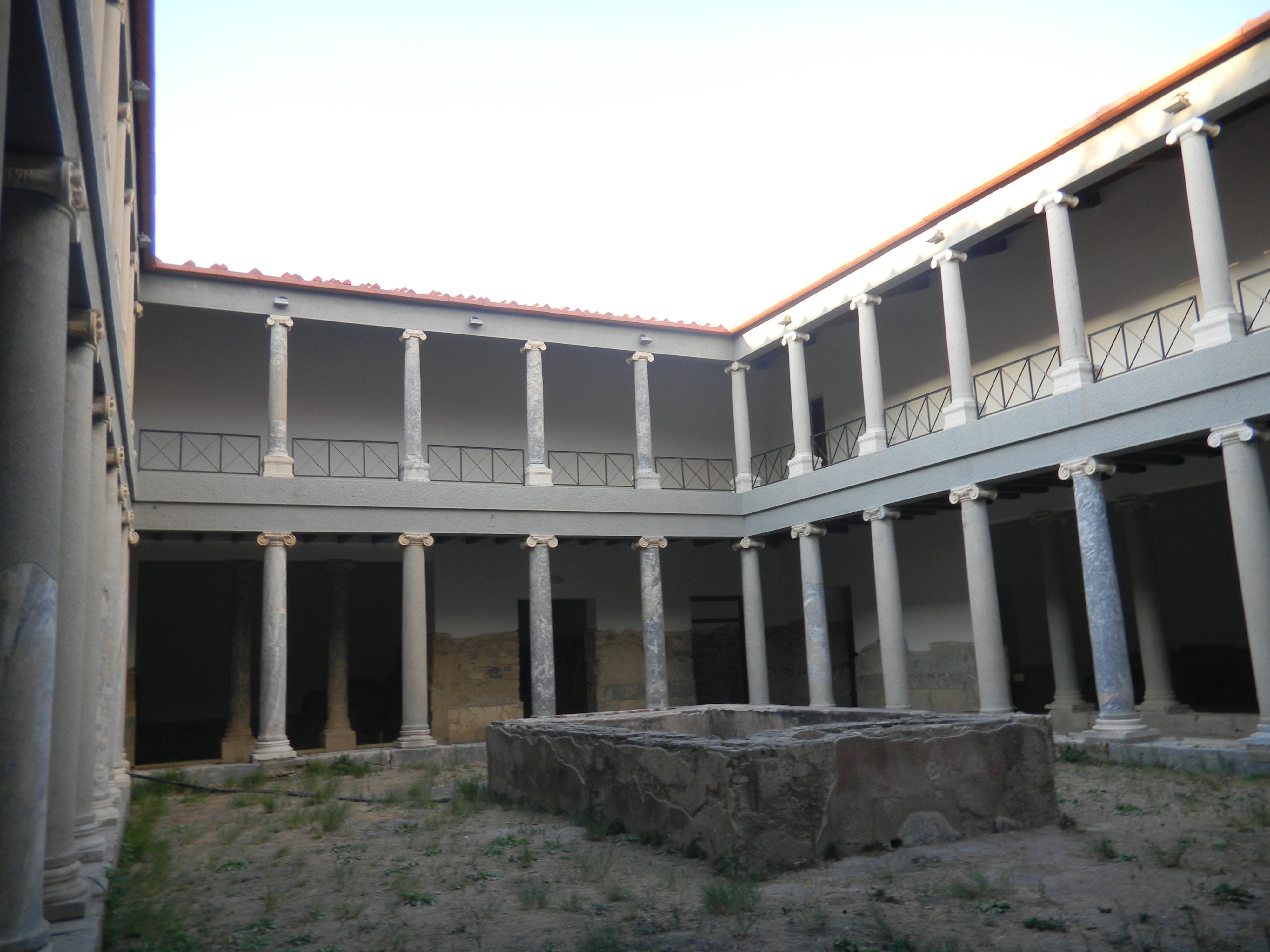
Римский дом

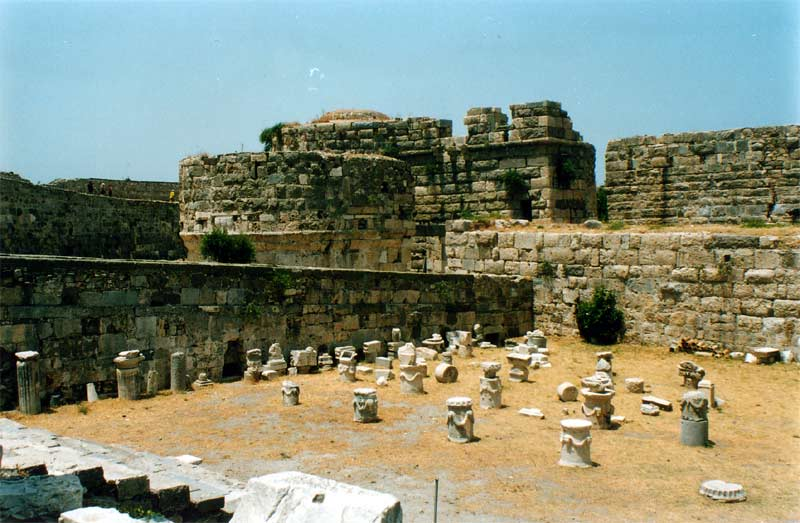
Крепость госпитальеров, так называемый замок Нерандзия

### Греческая мифология
Как и многие острова греческих архипелагов, Кос упоминается в легендах Древней Греции. Одна из них связана с Гераклом.
Когда Геракл возвращался из-под Трои, жена Зевса Гера, которая ненавидела его, устроила страшную бурю, желая потопить корабль Геракла. Чтобы Зевс не пришёл на помощь сыну, она уговорила бога сна Гипноса усыпить его. Буря принесла корабль к Косу, жители которого решили, что это судно пиратов, и бросали в него камни, не давая пристать к берегу. Ночью Геракл высадился на острове, убил его царя и разрушил все, что мог. А Зевс, проснувшись и узнав обо всем, повесил Геру между небом и землёй, привязав к её ногам тяжёлые наковальни.

### С древних веков до наших дней
Находки в пещере Аспри-Петра (Σπήλαιο Ασπρης Πέτρας) в западной части острова в окрестностях Кефалоса, где проводились систематические раскопки, и других местах доказывают, что заселение Коса человеком началось в период неолита. Находки микенского периода найдены в древнем акрополе в городе Кос. К юго-западу от города найден микенский некрополь, находки на котором выставлены в Археологическом музее Коса.
Остров был первоначально заселён карийцами. В XI веке до н. э. Кос и Родос захватывают дорийцы (гераклиды), которые принесли с собой культ бога врачевания Асклепия. Гробницы геометрического и протогеометрического периодов, найденные над микенским поселением в городе Косе, свидетельствуют о существовании поселения в этот период. В архаический и раннеклассический периоды согласно литературным источникам столицей Коса была Астипалея (др.-греч. Ἀστυπάλαια), руины которой находятся в местности Палатия Παλάτια близ Кефалоса. Согласно Геродоту, Кос состоял в так называемом дорическом Гексаполе, «Шестиградье» (союзе шести дорических городов Малой Азии: Галикарнас, Линд, Иалис, Камир, Кос и Книд). Был завоёван и дважды освобождался от персов. Ок. 500 года до н. э. известен тиран Скиф (Σκύθης), вассал персов. Затем его сын — Кадм (Κάδμος, правил до 490 года до н. э.). После битвы при Микале в 479 году до н. э. Кос был освобождён и вошёл в Первый афинский морской союз. По Фукидиду наварх спартанцев Астиох (Αστύοχος) по пути в Кавн высадился на Косе, называемом Меропидою (др.-греч. Μεροπίς) и разорил Астипалею, так как город не имел стен и пострадал от сильнейшего землетрясения около 411 году до н. э., «какое когда-либо бывало на нашей памяти, причём население его бежало в горы». Во время Пелопоннесской войны (431—404 до н. э.) наварх афинян Алкивиад укрепил Кос и назначил правителей в Косе. В 366 году до н. э. закладывается город Кос на месте микенского поселения, где находится современный город. В эллинистический период Кос процветал благодаря Асклепиону, построенному в IV веке до н. э. в честь бога-целителя Асклепия и привлекавшем тысячи пациентов, тонким, прозрачным косским тканям, известным по литературным источникам с V века до н. э., и плодородию почвы. Кос считается родиной Гиппократа, который основал первую школу медицины. На острове жил Феокрит, в идиллии описавший прогулку по острову, Герод в мимиямбе начала III века до н. э. описал Асклепион на Косе, особенно алтарь работы сыновей Праксителя — Кефисодота Младшего и Тимарха. Кос считается родиной Апеллеса, живописца IV века до н. э.
В 258 году до н. э. в ходе войны эллинистических государств Македонии и Египта в сражении у острова Кос македонский флот одержал победу над египетским. В римский период Кос процветал и перестраивался после разрушительных землетрясений. В начале IV века присоединился к Родосу. К тому времени на острове распространяется христианство. В 395 году вошёл в состав Византии. В 648 году остров захватил халиф Муавия (Омейядский халифат). С VII века входил в фему Самос. В конце XI века на остров прибыл Христодул Патмосский и основал монастырь Богородицы Кастриани в Пилионе (Палео-Пили).
В 1204 году после взятия Константинополя крестоносцами остров сначала попадает под власть венецианцев, а в 1314 году последние передают его госпитальерам. При госпитальерах, особенно в XV и начале XVI века остров процветал экономически и культурно. В 1522 году госпитальеры под угрозой турецкого вторжения оставляют остров. Остров оставался под османским владычеством до 1912 года.
В ходе Греческой революции в 1824 году флот восставшей Греции под командованием адмирала Миаулиса сразился с объединённым турецко-алжиро-тунисско-египетским флотом в проливе между Косом и Галикарнасом (Бодрум). Особенно отличились греческие брандеры. Турки были вынуждены спрятаться в Бодруме. В ознаменование этого сражения одна из набережных города Кос носит имя адмирала Миаулиса. Но по Лондонскому протоколу 1830 года остров остался вне пределов возрождённого греческого государства. Османская империя управляла Косом в течение 400 лет, пока в 1912 году в результате поражения турок в итало-турецкой войне остров не перешёл под контроль Италии.
После разрушительного землетрясения 1933 года в городе Кос проведены систематические раскопки.
Во Второй мировой войне остров продолжал быть под контролем итальянцев, но после выхода Италии из войны в 1943 году остров был оккупирован Германией до 1945 года. После освобождения остров попал под протекторат Великобритании, которая была вынуждена передать в 1947 году эту территорию Греции, учитывая борьбу островитян ещё со времён итальянской оккупации за энозис, воссоединение с Грецией, а также вклад Греции в победу союзников и жертвы, понесённые греческим народом во Второй мировой войне. В послевоенной дипломатической борьбе вокруг островов Додеканес, включающих в себя и остров Кос, Греция была безоговорочно поддержана советской дипломатией.

### Землетрясения
Кос находится в области геологического разлома, в сейсмоопасном районе. По Фукидиду Кос около 411 года до н. э. пострадал от сильнейшего землетрясения, «какое когда-либо бывало на нашей памяти, причём население его бежало в горы». Новые разрушительные землетрясения произошли в 27 году до н. э. и в 142 году. Землетрясение в 469 году в правление императора Льва I стало концом древнего Коса и началом раннехристианского периода, языческие святилища превращены в христианские храмы, построены базилики. В 556 году землетрясение магнитудой 7 баллов с эпицентров в области Айос-Фокас разрушило Кос, землетрясение вызвало цунами в Эгейском море. Вскоре после землетрясения Кос посетил Агафий Миринейский, который и оставил описание последствий. Следующее разрушительное землетрясение произошло 18 августа 1493 года, погибло около 5000 человек, была разрушена Андимахия и поселение госпитальеров. Землетрясение было настолько мощным, что достигло Египта. 8 февраля 1926 года землетрясение разрушило Андимахию, погибло два человека и пострадало 200. 26 июня 1926 года землетрясение на Родосе затронуло Кос. Город Кос был разрушен землетрясением 23 апреля 1933 года магнитудой 6,6 балла, погибло 178 человек. 9 июля 1956 года произошло землетрясение на Аморгосе магнитудой 7,5 балла, погибло 53 человека. Землетрясение вызвало цунами в Эгейском море, утонуло 3 человека. 21 июля 2017 года произошло землетрясение, эпицентр которого находился в 10,3 километра от Бодрума и в 16,2 километра от острова Кос, на Косе погибло два человека, 120 пострадали.

## Экономика

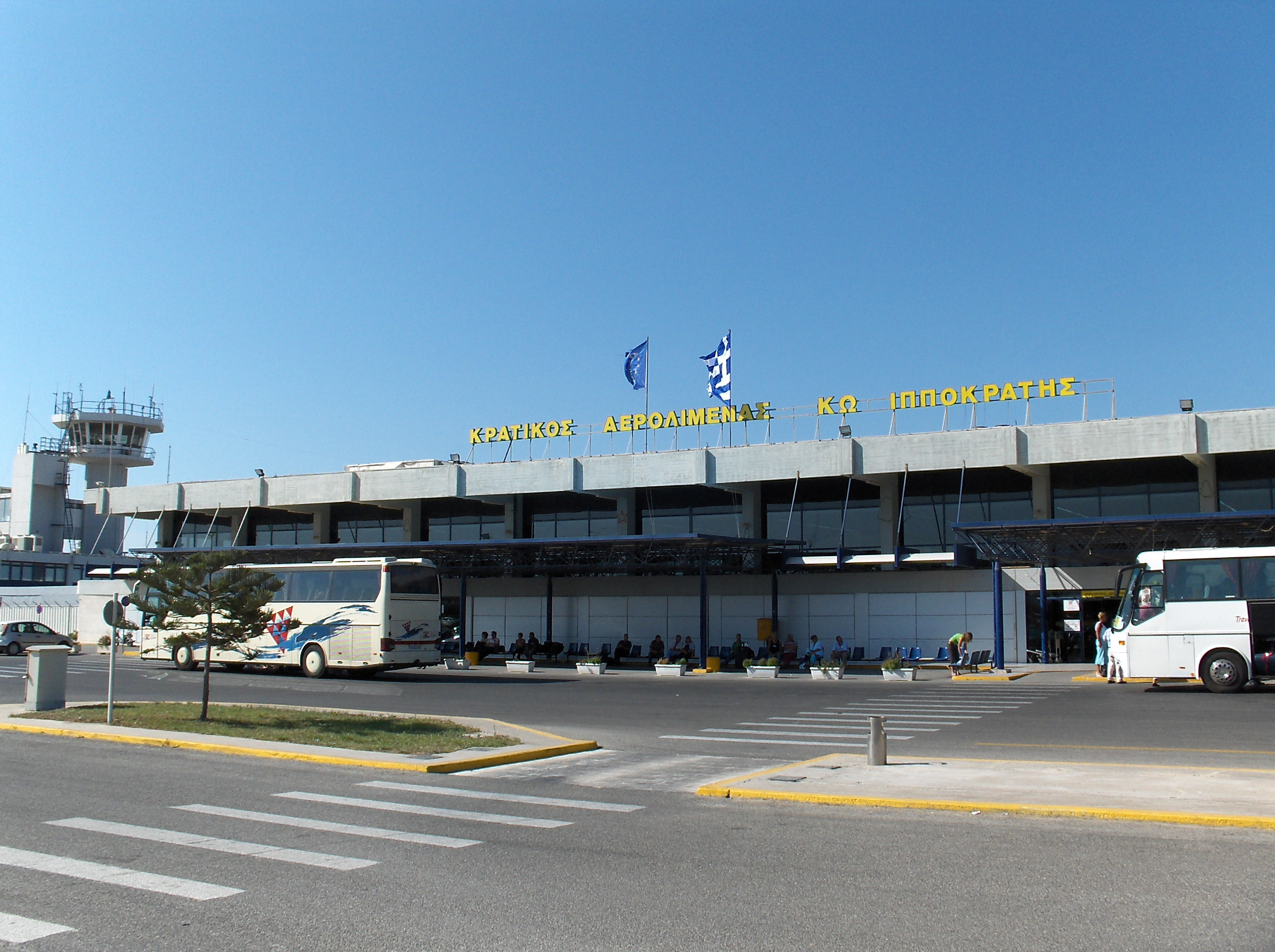
Аэропорт острова «Ипократис»

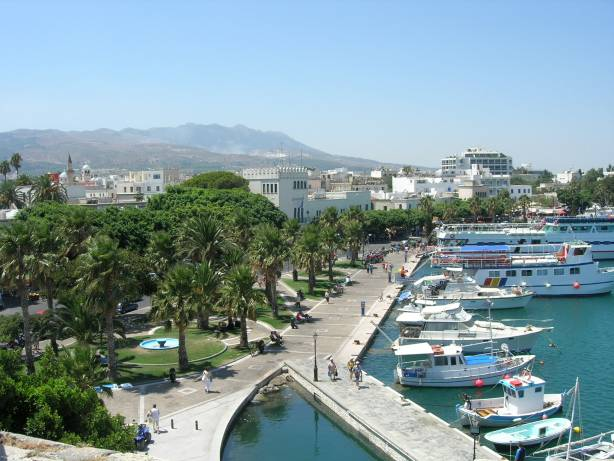
Центральная часть города Кос застроена отелями.

Промышленность практически отсутствует.
Сельское хозяйство: животноводство, пчеловодство, виноделие и земледелие. Выращивание на плантациях арбузов и дынь, перцев, помидоров, баклажанов. Также выращиваются цитрусовые: лимоны, апельсины, мандарины. Существуют и плантации оливок. Рыболовство — прибрежное.
Остров является крупным туристическим центром. На острове большое количество достопримечательностей и интересных мест, пляжи, в том числе пляж с чёрным песком, развлечения. Большое количество ресторанчиков с демократичными ценами. Большое количество гостиниц от экономкласса до роскошных и престижных отелей.
Остров связан морским сообщением с Пиреем (Афины), время пути на пароме — 13,5 часа. Также с Коса по морю можно попасть на острова Крит, Икарию, Лемнос, Самос, Хиос, Родос и прочие. На острове имеется международный аэропорт. Ежедневно летают самолёты из Афин, существует воздушное сообщение с Родосом, с Гданьском. Город Кос соединён с другими населёнными пунктами автобусным сообщением.

## Достопримечательности
Асклепион. Находится в 4 километрах к юго-западу от Коса, на холме. Представляет собой асклепион, храм бога-целителя — Асклепия. Храм был построен на трёх уровнях. На первом уровне располагалась школа медицины и музей анатомии. На втором находились ванны с термальной водой, на третьем уровне стоял храм. В настоящее время на развалинах Асклепиона в музее под открытым небом осуществляются театрализованные постановки, связанные, например, с принесением клятвы Гиппократа.
Замок Нерандзия. Форт госпитальеров находится недалеко от порта. Форт был построен в XV веке, а в XVI веке укреплён двойной стеной, чтобы противостоять атакам турецкой армии.
Платан Гиппократа.

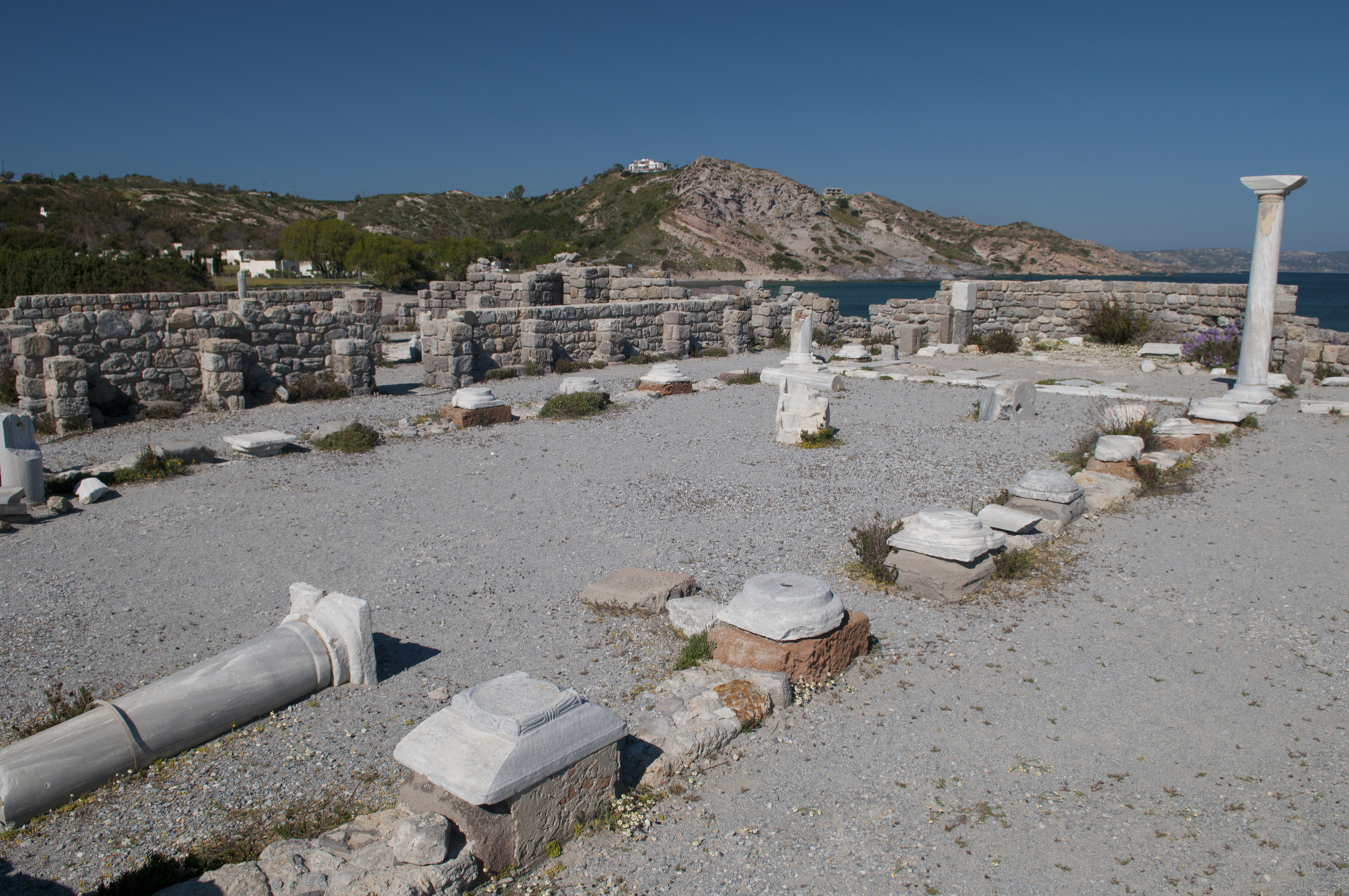
Раннехристианская базилика Святого Стефана в Кефалосе

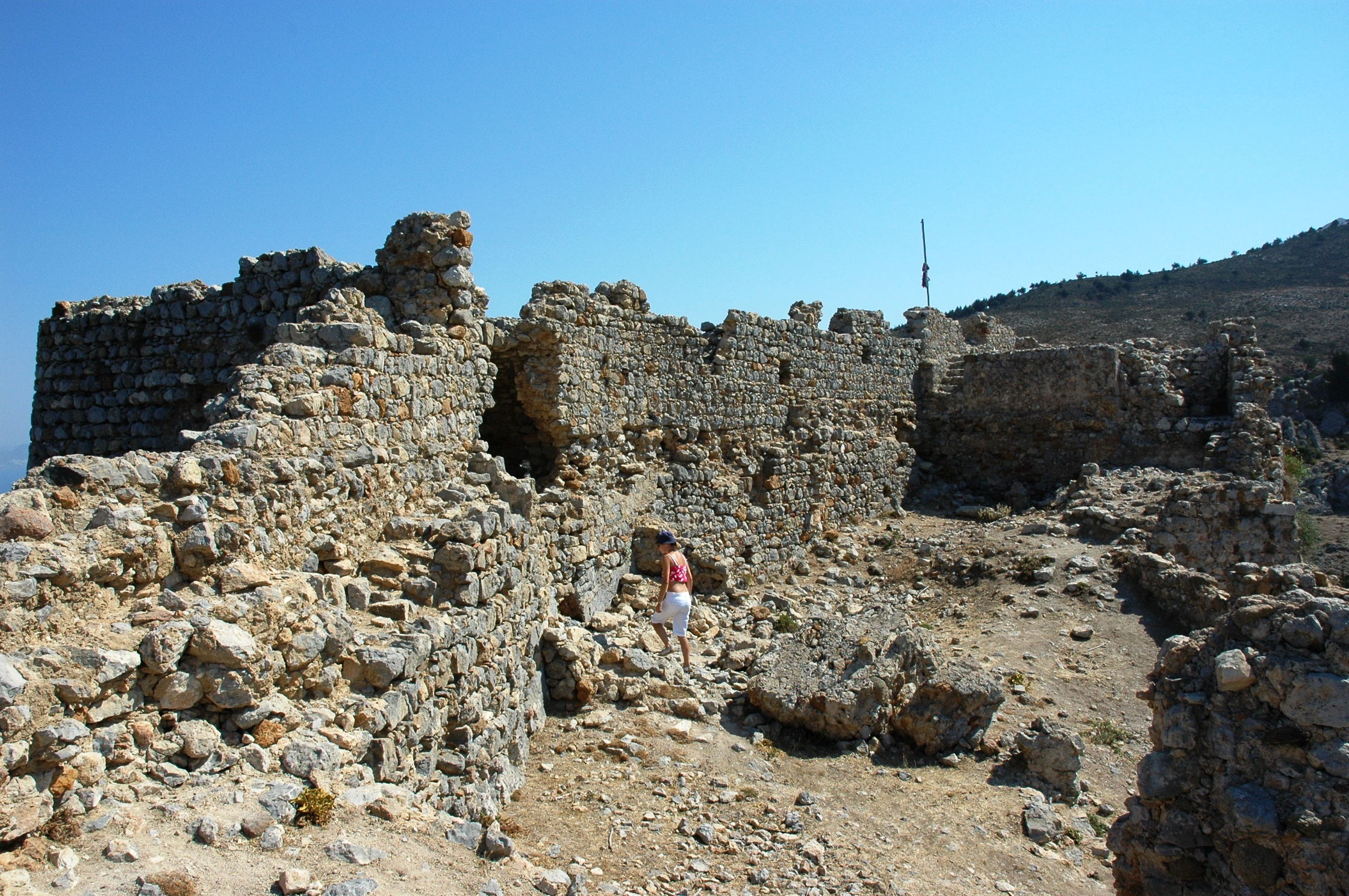
Византийский замок в Палео-Пили

Находится около входа в замок Нерандзия. По легенде его посадил сам Гиппократ, чтобы в тени его кроны заниматься со своими учениками. В действительности дерево гораздо моложе.
Агора.
Греко-римский квартал.
Археологический музей Коса.
Мечеть Хаджи Хассан.
Одеон.
На Косе находятся руины 22 раннехристианских базилик, самой важной из которых является комплекс из двух базилик Святого Стефана в Кефалосе.
На каменистой возвышенности в Пилионе находится византийский замок. В Андимахии и Кефалосе находятся замки госпитальеров конца XV — начала XVI вв.

## Община Кос

Административное деление общины:
1 — Кос
2 — слева направо: Ираклиде, Дикеос

Административно остров входит в одноимённую общину (Δήμος Κω) в периферии Южные Эгейские острова. Административный центр — город Кос. Население 33 388 человек по переписи 2011 года. Площадь общины 290,313 квадратного километра. Плотность 115,01 человека на квадратный километр. Димархом на местных выборах в 2014 году избран Еорьос Кирицис (Γεώργιος Κυρίτσης).
Община Кос создана в 1948 году (ΦΕΚ 248Α), в 2010 году (ΦΕΚ 87Α) по Программе «Калликратис» к общине присоединены упразднённые общины Ираклиде (Δήμος Ηρακλειδών «Гераклиды») и Дикеос (Δήμος Δικαίου).
Община Кос делится на три общинные единицы.
| Общинная единица | Сообщество | Население (2011), человек | Площадь, км² |
| ---------------- | ---------- | ------------------------- | ------------ |
| Дикеос           | Асфендиу   | 4094                      | 34,500       |
| Дикеос           | Пилион     | 3036                      | 28,075       |
| Ираклиде         | Андимахия  | 2538                      | 54,000       |
| Ираклиде         | Кардамена  | 1650                      | 35,150       |
| Ираклиде         | Кефалос    | 2638                      | 71,388       |
| Кос              | Кос        | 19 432                    | 67,200       |

## Население
| Год  | Население, человек |
| ---- | ------------------ |
| 1991 | 26 249             |
| 2001 | 30 947             |
| 2011 | ↗ 33 388           |

## Известные уроженцы
- Апеллес (V век до н. э.) — художник древности;
- Гиппократ — древнегреческий врач, «отец медицины»;
- Филит Косский (340—285 гг. до н. э.) — мыслитель и поэт.
- Гай Стертиний Ксенофон (ок. 10 — 54 гг. до н. э.) — древнегреческий медик времен ранней Римской империи.